# 马拉巴尔 (佛罗里达州)
马拉巴尔（英語：Malabar），是美国佛罗里达州布里瓦德縣下属的一座城镇。建立于1962年。面积约为34.2平方公里（约合13.2平方英里）。根据2010年美国人口普查，该市有人口2,757人。论人口在本州排行第259。